# Termen
Termen (toponimo tedesco) è un comune svizzero di 891 abitanti del Canton Vallese, nel distretto di Briga.

## Monumenti e luoghi d'interesse
- Chiesa parrocchiale di San Giuseppe, eretta 1911-1912[1];
- Cappella di San Bartolomeo, eretta nel 1495 e ricostruita nel 1748[1].

## Società

### Evoluzione demografica
L'evoluzione demografica è riportata nella seguente tabella:
Abitanti censiti

## Sport
Il territorio comunale comprende la stazione sciistica di Rosswald.

## Amministrazione
Ogni famiglia originaria del luogo fa parte del cosiddetto comune patriziale e ha la responsabilità della manutenzione di ogni bene ricadente all'interno dei confini del comune.